# Vinny Curry
Pour les articles homonymes, voir Curry.
(en) Statistiques sur pro-football-reference
Vincent Curry communément prénommé Vinny (né le 30 juin 1988 à Neptune dans le New Jersey) est un joueur américain de football américain qui évolue en tant que defensive end dans la National Football League (NFL).
Il est actuellement agent libre.

## Biographie

### Carrière universitaire
Il joue pour les Thundering Herd de l'Université Marshall de 2008 à 2011. Il connaît une éclosion lors de sa troisième saison, en 2010, totalisant 94 plaquages et 12 sacks. En 2011, après avoir totalisé 77 plaquages et 11 sacks sur la saison, il est désigné joueur défensif de l'année au sein de la Conference USA.

### Carrière professionnelle

#### Eagles de Philadelphie
Il est sélectionné en 59e choix global lors du deuxième tour de la draft 2012 de la NFL par la franchise des Eagles de Philadelphie. Il est le joueur de Marshall à avoir été sélectionné le plus tôt lors d'une draft après Darius Watts sélectionné 54e lors de la draft de 2004. Le 9 mai 2012, il y signe un contrat portant sur quatre saisons.
Il joue peu lors de sa première saison professionnelle puisqu'il ne participe qu'à six matchs et totalisant neuf tacles. Il devient plus important la saison suivante, totalisant 22 plaquages dont 17 en solo, 4 sacks et 2 passes déviées. Il réalise sa meilleur saison en 2014 jouant les 16 matchs de la saison et totalisant 19 plaquages dont 17 en solo, 9 sacks (2e meilleure performance de son équipe après Connor Barwin et 4 fumbles forcés (meilleur statistique de son équipe). Curry est déplacé au poste de linebacker en 2015 mais y est décevant ne réalisant que 12 plaquages (9 en solo) et 3½ sacks.
Malgré les spéculations indiquant que Curry pourrait quitter les Eagles lors de la free agency, l'arrivée du nouveau coordinateur défensif Jim Schwartz et la transition vers une défense 4-3 poussent Curry à signer le 2 février 2016 une prolongation de contrat portant sur cinq saisons pour un montant de 47,25 millions de $ dont 23 garantis avec les Eagles.
Il est enfin désigné titulaire pour l'ensemble de la saison 2017. Il remporte le Super Bowl LII en battant les Patriots de la Nouvelle-Angleterre 41-33 et en y effectuant 4 plaquages.
Le 16 mars 2018, il est libéré après avoir refusé une restructuration de son contrat.

#### Buccanneers de Tampa Bay
Le 20 mars 2018, il signe à Tampa Bay un contrat de 3 ans pour un montant de 23 millions de dollars. Il est toutefois libéré après une saison chez les Bucs.

#### Retour à Philadelphie
Il retourne chez les Eagles en signant pour un contrat d'un an le 21 mars 2019.
Le 10 août 2020, il signe un nouveau contrat d'un an avec les Eagles. Il se blesse et rejoint la liste des réservistes le 15 septembre 2020. Il reprend les entraînements le 7 octobre et est réactivé le 17 octobre. Le 20 novembre 2020 il est écarté des terrains après avoir contracté le virus Covid-19 et est réactivé le 7 novembre.

#### Jets de New York
Curry s'engage avec les Jets de New York pour une saison le 24 mars 2021. Le 25 août 2021, Curry annonce qu'il a été diagnostiqué avec un trouble sanguin rare nécessitant l'ablation de sa rate. Après la formation de caillots sanguins il doit prendre des anticoagulants ce qui le contraint a mettre un terme à sa saison.
Il est libéré le 7 janvier 2022.

## Statistiques
| Légende | Légende               |
| ------- | --------------------- |
|         | Mène la Ligue         |
|         | Gagnant du Super Bowl |
| Gras    | Record de carrière    |

| Taille              | Poids           | Bras           | Main         | Sprint   | Sprint   | Sprint   | Shuttle 20 yards | 3 cones drill | Détente       | Détente             | Développé couché | Test Wonderlic |
| Taille              | Poids           | Bras           | Main         | 40 yards | 10 yards | 20 yards | Shuttle 20 yards | 3 cones drill | verticale     | horizontale         | Développé couché | Test Wonderlic |
| 1,91 m (6 ft 3½ in) | 121 kg (266 lb) | 83 cm (32¾ in) | 23cm (9¼ in) | 4,98 s   | -        | -        | 4,40 s           | 6,90 s        | 81 cm (32 in) | 2,79 cm (9 ft 2 in) | 28 reps          | -              |

| Année       | Équipe                      | Statut      | MJ |       | Plaquages | Plaquages | Plaquages | Plaquages |       | Interceptions | Interceptions | Interceptions | Interceptions |  | Fumbles | Fumbles |
| Année       | Équipe                      | Statut      | MJ | Total | Seul      | Ast.      | Sacks     | Nb.       | Yards | Déf.          | TD            | Nb.           | Rec.          |  |         |         |
| 2008        | Thundering Herd de Marshall | Fr.         | 07 | 09    | 02        | 07        | 00.0      | 0         | 0     | 0             | 0             | 1             | 0             |  |         |         |
| 2009        | Thundering Herd de Marshall | So.         | 13 | 59    | 22        | 37        | 03,5      | 0         | 0     | 0             | 0             | 0             | 0             |  |         |         |
| 2010        | Thundering Herd de Marshall | Jr.         | 12 | 94    | 43        | 51        | 12,0      | 0         | 0     | 3             | 0             | 2             | 1             |  |         |         |
| 2011        | Thundering Herd de Marshall | Sr.         | 13 | 77    | 44        | 33        | 11,0      | 0         | 0     | 1             | 0             | 7             | 1             |  |         |         |
| Totaux NCAA | Totaux NCAA                 | Totaux NCAA | 45 | 239   | 111       | 128       | 26,5      | 0         | 0     | 4             | 0             | 10            | 2             |  |         |         |

| Année         | Équipe                  | MJ  |                       | Plaquages             | Plaquages             | Plaquages             | Plaquages          |                    | Interceptions      | Interceptions      | Interceptions | Interceptions |  | Fumbles | Fumbles |
| Année         | Équipe                  | MJ  | Total                 | Seul                  | Ast.                  | Sacks                 | Nb.                | Yards              | Déf.               | TD                 | Nb.           | Rec.          |  |         |         |
| 2012          | Eagles de Philadelphie  | 6   | 9                     | 8                     | 1                     | 0,0                   | 0                  | 0                  | 0                  | 0                  | 0             | 0             |  |         |         |
| 2013          | Eagles de Philadelphie  | 14  | 22                    | 17                    | 5                     | 4,0                   | 0                  | 0                  | 2                  | 0                  | 0             | 0             |  |         |         |
| 20143         | Eagles de Philadelphie  | 16  | 19                    | 17                    | 2                     | 9,0                   | 0                  | 0                  | 0                  | 0                  | 4             | 1             |  |         |         |
| 2015          | Eagles de Philadelphie  | 16  | 12                    | 9                     | 3                     | 3,5                   | 0                  | 0                  | 0                  | 0                  | 0             | 0             |  |         |         |
| 2016          | Eagles de Philadelphie  | 16  | 26                    | 18                    | 8                     | 2,5                   | 0                  | 0                  | 0                  | 0                  | 0             | 0             |  |         |         |
| 2017          | Eagles de Philadelphie  | 16  | 42                    | 25                    | 17                    | 3,0                   | 0                  | 0                  | 0                  | 0                  | 1             | 0             |  |         |         |
| 2018          | Buccaneers de Tampa Bay | 12  | 21                    | 15                    | 6                     | 2,5                   | 0                  | 0                  | 0                  | 0                  | 0             | 0             |  |         |         |
| 2019          | Eagles de Philadelphie  | 16  | 27                    | 20                    | 7                     | 5,0                   | 0                  | 0                  | 0                  | 0                  | 0             | 0             |  |         |         |
| 2020          | Eagles de Philadelphie  | 11  | 16                    | 12                    | 4                     | 3,0                   | 0                  | 0                  | 0                  | 0                  | 0             | 1             |  |         |         |
| 2021          | Eagles de Philadelphie  | 0   | Blessé, il n'a pas pu | Blessé, il n'a pas pu | Blessé, il n'a pas pu | Blessé, il n'a pas pu | jouer de la saison | jouer de la saison | jouer de la saison | jouer de la saison | -             | -             |  |         |         |
| 2022          | ?                       | ?   | Saison en cours       | Saison en cours       | Saison en cours       | Saison en cours       | Saison en cours    | Saison en cours    | Saison en cours    | Saison en cours    | ?             | ?             |  |         |         |
| Totaux NFL    | Totaux NFL              | 123 | 194                   | 141                   | 53                    | 32,5                  | 0                  | 0                  | 2                  | 0                  | 5             | 2             |  |         |         |
| Totaux Eagles | Totaux Eagles           | 111 | 173                   | 126                   | 47                    | 30,0                  | 0                  | 0                  | 2                  | 0                  | 5             | 2             |  |         |         |

| Année      | Équipe                 | MJ |       | Plaquages | Plaquages | Plaquages | Plaquages |       | Interceptions | Interceptions | Interceptions | Interceptions |  | Fumbles | Fumbles |
| Année      | Équipe                 | MJ | Total | Seul      | Ast.      | Sacks     | Nb.       | Yards | Déf.          | TD            | Nb.           | Rec.          |  |         |         |
| 2013       | Eagles de Philadelphie | 1  | 1     | 1         | 0         | 0,0       | 0         | 0     | 0             | 0             | 0             | 0             |  |         |         |
| 2017       | Eagles de Philadelphie | 3  | 9     | 5         | 4         | 0,0       | 0         | 0     | 0             | 0             | 0             | 0             |  |         |         |
| 2019       | Eagles de Philadelphie | 1  | 0     | 0         | 0         | 0,0       | 0         | 0     | 0             | 0             | 0             | 0             |  |         |         |
| Totaux NFL | Totaux NFL             | 5  | 10    | 6         | 4         | 0,0       | 0         | 0     | 0             | 0             | 0             | 0             |  |         |         |

## Trophées et récompenses
- Vainqueur du Super Bowl LII au terme de la saison 2017[2] ;
- Meilleur joueur défensif de la saison 2011 pour la conférence C-USA[1].